# Wyndham Lewis

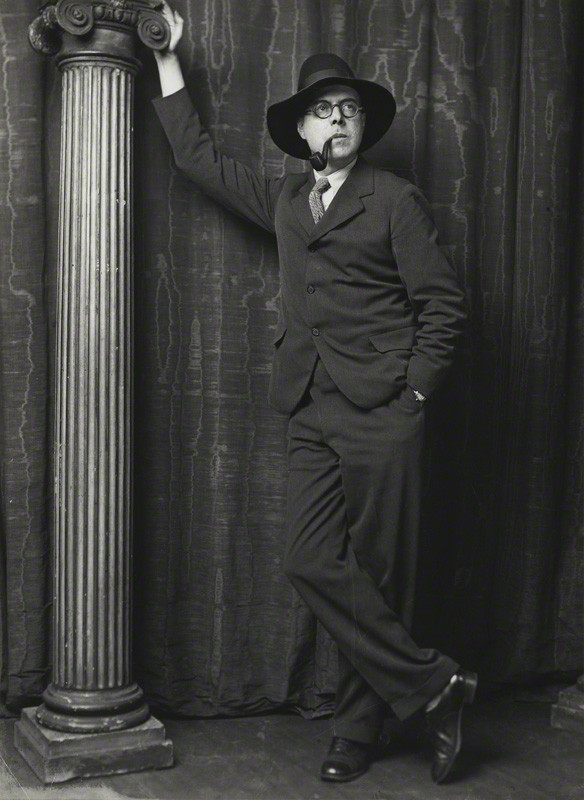
Wyndham Lewis.

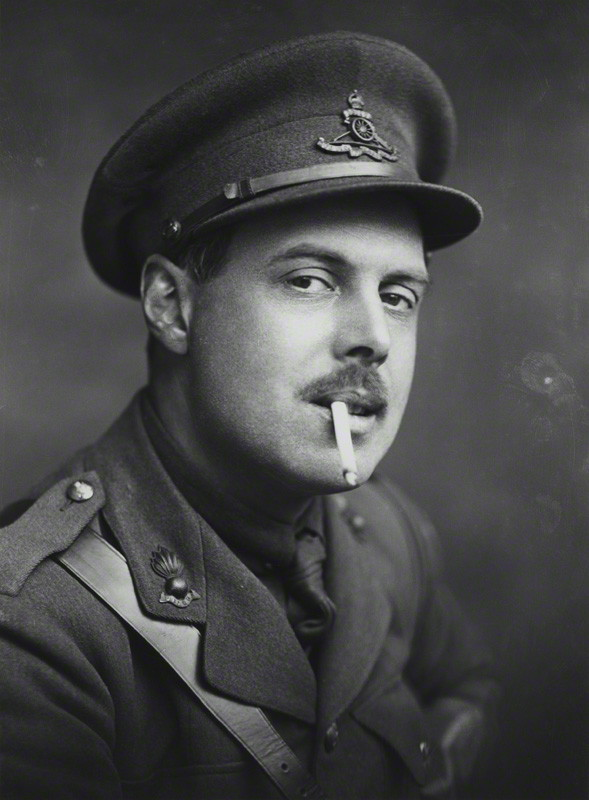
Wyndham Lewis fotografiado por George Charles Beresford.

Percy Wyndham Lewis (18 de noviembre de 1882 — 7 de marzo de 1957) fue un pintor y escritor inglés (retiró el nombre 'Percy', que le disgustaba). Fue cofundador del movimiento artístico llamado Vorticismo, editó la revista literaria de los vorticistas, BLAST, y fue miembro del Camden Town Group.  
Dentro de su producción narrativa se cuentan Tarr, ambientada en el París previo a la Primera Guerra Mundial y The Human Age, trilogía que comprende The Childermass (1928), Monstre Gai y Malign Fiesta (ambas de 1955), obra ambientada en el tiempo posterior a la guerra. Lewis comenzó un cuarto libro de The Human Age, The Trial of Man, pero abandonó el proyecto en estado fragmentario. También escribió dos volúmenes autobiográficos: Blasting and Bombardiering (1937) y Rude Assignment: A Narrative of my Career up-to-date (1950). Su novela más polémica fue Los monos de Dios (The Apes of God), publicada en 1930, una sátira de los círculos burgueses de Londres que no dejó a nadie indiferente. Es mencionado por James Joyce como personaje en Finnegans Wake. En la novela Balthazar, de Lawrence Durrell aparece como personaje central el novelista Pursewarden, quien está inspirado en Wyndham Lewis.  

## Infancia y formación
Es muy conocida la circunstancia del nacimiento de Lewis, que se produjo en el yate de su padre, frente a la costa canadiense de Nueva Escocia. Su madre inglesa y su padre estadounidense se separaron hacia 1893. Su madre posteriormente regresó a Inglaterra, donde fue educado Wyndham, primero en el Rugby School, y después en el "Slade School of Art", (University College de Londres), antes de dedicarse a viajar por toda Europa y estudiar arte en París.

## El taller omega y el vorticismo.
Lewis, quien residió principalmente en Londres desde 1908, publicó su primer trabajo (relatos de sus viajes por Bretaña) en The English Review de Ford Madox Ford en 1909. Fue miembro fundador del Camden Town Group en 1911. En 1912 expuso su Cubo - Ilustraciones futuristas de Timon de Atenas (publicadas más tarde como un portafolio, la edición propuesta de la obra de Shakespeare que nunca se materializaría) y tres pinturas al óleo principales en la segunda exposición post impresionista. Esto lo llevó a un contacto cercano con el Círculo de Bloomsbury, particularmente con Roger Fry y Clive Bell, con quienes pronto se enfrentó. En 1912 se le encargó la realización de un mural decorativo, una cortina y más diseños para The Cave of the Golden Calf, un cabaret y club nocturno de vanguardia en la calle Heddon de Londres.
Fue en los años 1913–15 cuando desarrolló el estilo de abstracción geométrica por el que es más conocido hoy en día, un estilo que su amigo Ezra Pound apodó "Vorticismo". A Lewis le pareció atractiva la fuerte estructura de la pintura cubista, pero dijo que no parecía "viva" en comparación con el arte futurista, que, a la inversa, carecía de estructura. El vorticismo combinó los dos movimientos en una crítica sorprendentemente dramática de la modernidad. En sus primeras obras visuales, particularmente en las versiones de la vida del pueblo en Bretaña que muestran bailarines (ca. 1910–12), Lewis pudo haber sido influenciado por la filosofía del proceso de Henri Bergson, a cuyas conferencias asistió en París. Aunque más tarde fue salvajemente crítico con Bergson, admitió en una carta a Theodore Weiss (19 de abril de 1949) que "comenzó abrazando su sistema evolutivo". Nietzsche fue una influencia igualmente importante.
Después de una breve permanencia en los Talleres Omega, Lewis se peleó con el fundador, Roger Fry, por una comisión para proporcionar adornos de pared para la Exhibición del Hogar Ideal del Daily Mail, que Lewis creía que Fry se había apropiado indebidamente. Salió con varios artistas Omega para comenzar un taller de competencia llamado el Centro de Arte Rebelde. El Centro funcionó durante solo cuatro meses, pero dio a luz al grupo Vorticista y a la publicación, BLAST. En BLAST, Lewis escribió el manifiesto del grupo, varios ensayos que exponen su estética vorticista (distinguiéndolo de otras prácticas de vanguardia), y un drama modernista, "Enemy of the Stars". La revista también incluyó reproducciones de obras vorticistas ahora perdidas de Lewis y otros.

## Primera Guerra Mundial: oficial de artillería y artista de guerra.

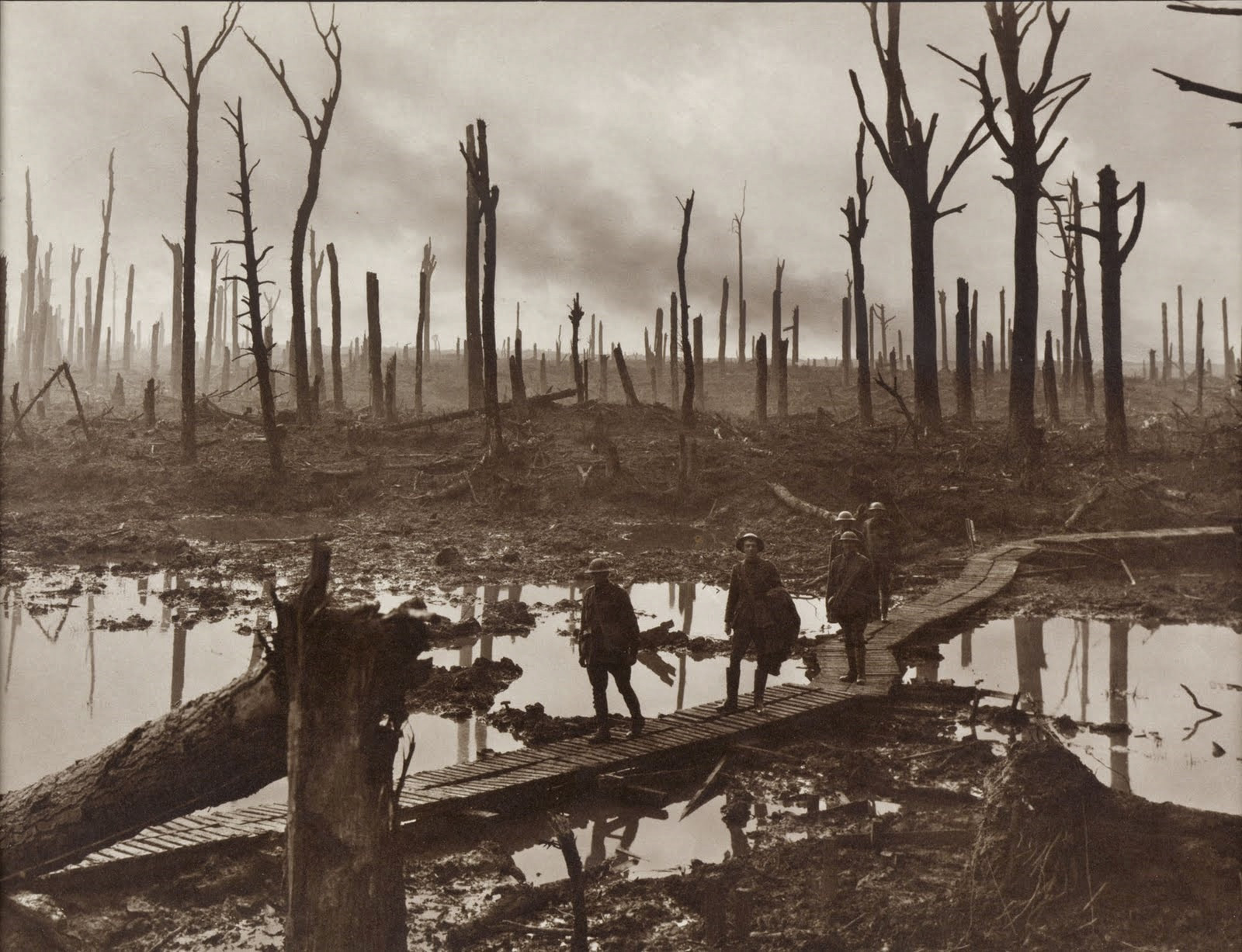
Tercera Batalla de Ypres

Después de la única exposición de los Vorticistas en el Reino Unido en 1915, el movimiento se rompió, en gran parte como resultado de la Primera Guerra Mundial, aunque el patrón de Lewis, John Quinn, organizó una exposición de Vorticistas en el Club Penguin en Nueva York en 1917. Lewis fue enviado al Frente occidental, y se desempeñó como segundo teniente en la Artillería Real. Pasó gran parte de su tiempo observando líneas alemanas aparentemente desiertas, registrando objetivos y provocando disparos de baterías agrupadas alrededor del frente de Ypres. Era un trabajo peligroso e hizo vívidos relatos de trincheras estrechas y duelos de artillería mortales. Después de la Tercera Batalla de Ypres en 1917, fue nombrado artista de guerra oficial para los gobiernos canadiense y británico, comenzando a trabajar en diciembre de 1917.
Para los canadienses pintó Un cañón canadiense (1918, Galería Nacional de Canadá, Ottawa) a partir de bocetos realizados en Vimy Ridge. Para los británicos, pintó una de sus obras más conocidas, A Battery Shelled (1919, Imperial War Museum), basándose en su propia experiencia a cargo de una batería de 6 pulgadas en Ypres. Lewis exhibió sus dibujos de guerra y algunas otras pinturas de la guerra en una exposición, "Guns", en 1918.
Su primera novela Tarr se publicó también en forma de libro en 1918, después de haber sido serializada en The Egoist durante 1916–17. Es ampliamente considerado como uno de los textos modernistas clave. Más tarde, Lewis documentó sus experiencias y opiniones de este período de su vida en la autobiografía Blasting and Bombardiering (1937), que cubrió su vida hasta 1926.

## La década de 1920
Después de la guerra, Lewis reanudó su carrera como pintor, con una exposición importante, Tyros and Portraits, en las Galerías Leicester en 1921. Los "Tyros" eran figuras caricaturales satíricas que Lewis quería comentar sobre la cultura de la "nueva época" que sucedió a la Primera Guerra Mundial. A Reading of Ovid y Mr Wyndham Lewis como Tyro son las únicas pinturas al óleo supervivientes de esta serie. Como parte del mismo proyecto, Lewis también lanzó su segunda revista, The Tyro, de la cual solo publicó dos números. El segundo (1922) contenía una declaración importante de la estética visual de Lewis: "Ensayo sobre el objetivo del arte plástico en nuestro tiempo". Fue a principios de la década de 1920 cuando perfeccionó su incisiva maestría.
A finales de la década de 1920, ya no pintaba tanto, sino que se concentraba en escribir. Lanzó otra revista, The Enemy (tres números, 1927–29), en gran parte escrita por él mismo y declarando su postura crítica beligerante en su título. La revista, y las obras teóricas y críticas que publicó entre 1926 y 1929, marcan su separación deliberada de la vanguardia y sus asociados anteriores. Creía que su trabajo no mostraba suficiente conciencia crítica de aquellas ideologías que trabajaban en contra del cambio verdaderamente revolucionario en Occidente. Como resultado, su trabajo se convirtió en un vehículo para estas ideologías perniciosas. Su principal declaración teórica y cultural de este período es El arte de ser gobernado (1926). Time and Western Man (1927) es una discusión cultural y filosófica que incluye críticas penetrantes de James Joyce, Gertrude Stein y Ezra Pound que aún se leen. En el dominio de la filosofía, Lewis atacó la "filosofía del tiempo" (es decir, la filosofía del proceso) de Bergson, Samuel Alexander, Alfred North Whitehead y otros.

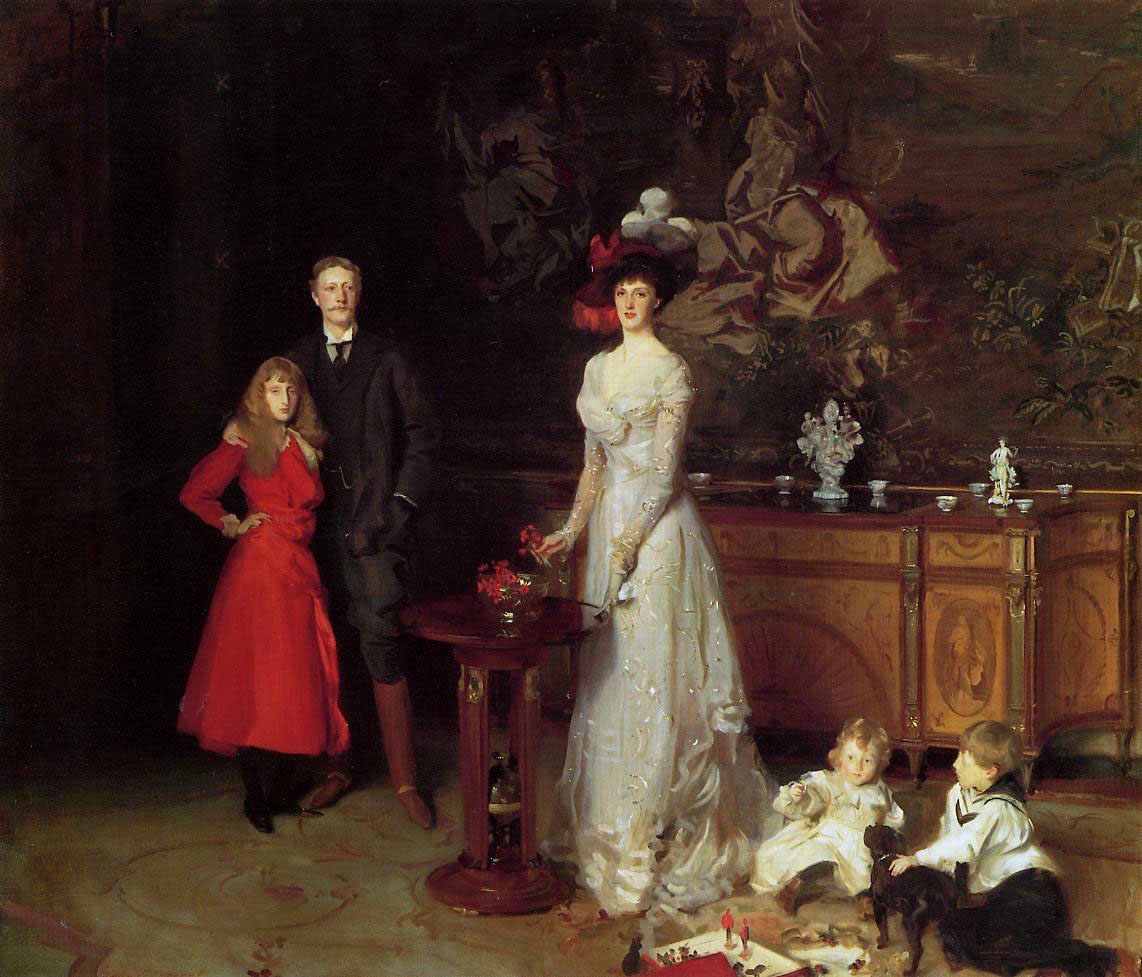
Sargent - La familia Sitwell

## Los años treinta

### Política y ficción

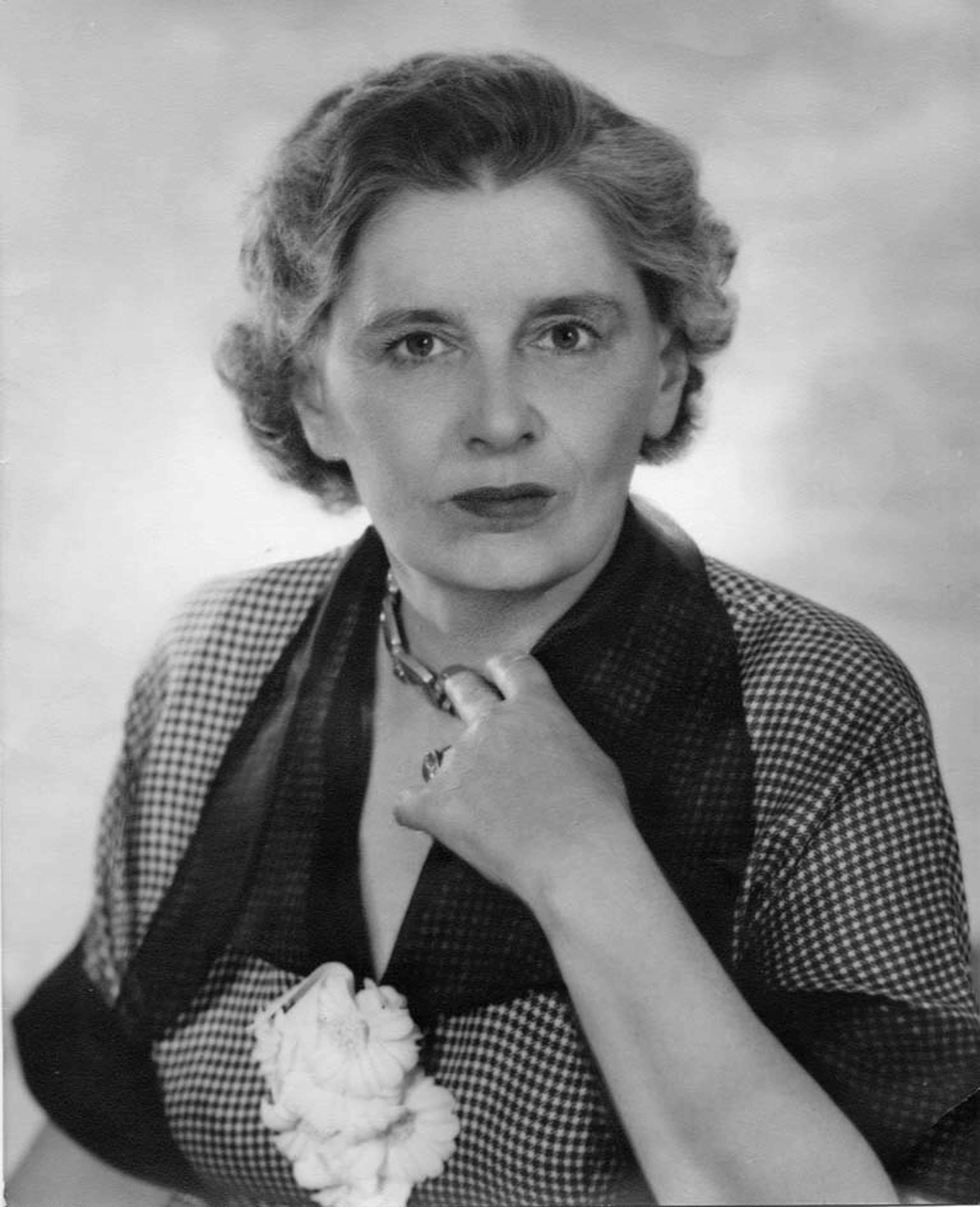
Rebecca West

En The Apes of God (1930), escribió un mordaz ataque satírico sobre la escena literaria de Londres, incluido un largo capítulo de caricatura de la familia Sitwell, que no ayudó a mejorar su posición en el mundo literario.
En 1931, después de una visita a Berlín, Lewis publicó su libro Hitler (1931), que presentaba a Adolf Hitler como un "hombre de paz" cuyos miembros del partido estaban amenazados por la violencia callejera comunista. Esto confirmó su impopularidad entre liberales y antifascistas, especialmente después de que Hitler llegó al poder en 1933. Tras una visita a Alemania con su esposa en 1937, Lewis cambió de opinión y comenzó a retractarse de sus anteriores comentarios políticos. Más tarde escribió The Hitler Cult (1939), un libro que revocó con firmeza su voluntad anterior de agradar a Hitler, pero en la política Lewis siguió siendo una figura aislada en los años treinta. En Carta a Lord Byron, Auden lo llamó "ese solitario y viejo volcán de la derecha". Lewis pensó que había lo que él llamó una "ortodoxia de izquierda" en Gran Bretaña en la década de 1930. Creía que a Gran Bretaña no le interesaba aliarse con la Unión Soviética, "la que los periódicos que la mayoría de nosotros leemos nos dicen que ha matado de inmediato, hace solo unos años, a millones de sus ciudadanos mejor alimentados, así como a Toda su familia imperial ".
Las novelas de Lewis han sido criticadas por sus retratos satíricos y hostiles de judíos, homosexuales y otras minorías. La novela Tarr de 1918 se revisó y se volvió a publicar en 1928. En un incidente ampliado, a un nuevo personaje judío se le asigna un papel clave para asegurarse de que se libra un duelo. Esto se ha interpretado como una representación alegórica de una supuesta conspiración sionista contra Occidente. The Apes of God (1930) se ha interpretado de manera similar, porque muchos de los personajes satirizados son judíos, incluido el autor y editor modernista Julius Ratner, un retrato que combina el estereotipo antisemita con personajes literarios históricos (John Rodker y James Joyce; Joyce consiste únicamente en el uso de la palabra "epifanía" en la parodia de Rodker incluida en la novela. Una característica clave de estas interpretaciones es que se sostiene que Lewis mantuvo sus teorías de conspiración ocultas y marginadas. Desde la publicación de T. S. Eliot, Antisemitismo y Forma Literaria de Anthony Julius (1995, revisado en 2003), donde el antisemitismo de Lewis se describe como "esencialmente trivial", este punto de vista ya no se toma en serio. Poco después, reconoció la realidad del trato nazi a los judíos después de una visita a Berlín en 1937. Luego escribió un ataque contra el antisemitismo: Los judíos, ¿son humanos? (publicado a principios de 1939; el título se basa en un éxito de ventas contemporáneo, The English, Are They Human?). El libro fue revisado favorablemente en The Jewish Chronicle.
Durante los años 1934–35, Lewis escribió The Revenge for Love (1937) ambientada en el período previo a la guerra civil española, considerada por muchos como su mejor novela. Es muy crítico con la actividad comunista en España y presenta a los compañeros de viaje intelectuales ingleses como engañados.
Los intereses y actividades de Lewis en la década de 1930 no eran de ninguna manera exclusivamente políticos. A pesar de que una grave enfermedad requirió varias operaciones, fue muy productivo como crítico y pintor, y produjo un libro de poemas, One-Way Song, en 1933. También produjo una versión revisada de Enemy of the Stars, publicada por primera vez en BLAST en 1914 como un ejemplo para sus colegas literarios de cómo debería escribirse la literatura vorticista. Es un drama proto-absurdo, expresionista, y algunos críticos lo han identificado como un precursor de las obras de Samuel Beckett. Un importante libro de ensayos críticos también pertenece a este período: Hombres sin arte (1934). Surgió de una defensa de la propia práctica satírica de Lewis en The Apes of God, y plantea una teoría de la sátira "no moral", o metafísica. Pero el libro es probablemente mejor recordado por uno de los primeros comentarios sobre Faulkner y un famoso ensayo sobre Hemingway.
En su ensayo "Good Bad Books", George Orwell presentó a Lewis como el ejemplo de un escritor cerebral sin ser artístico. Orwell escribió: "Se ha invertido suficiente talento para crear docenas de escritores comunes en las así llamadas novelas de Wyndham Lewis, como Tarr o Snooty Baronet. Sin embargo, sería un trabajo muy pesado leer uno de estos libros hasta el final. Alguna indefinible calidad, una especie de vitamina literaria, que existe incluso en un libro como Si el invierno viene, está ausente de ellos".

### Retorno a la pintura

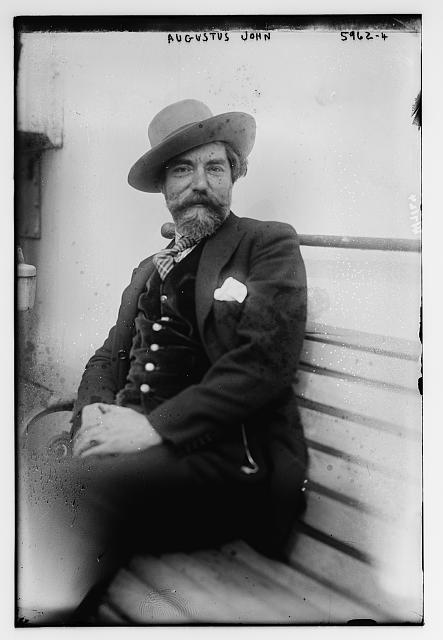
Augustus John

Después de ser más conocido por su escritura que por su pintura en la década de 1920 y principios de la década de 1930, regresó a un trabajo más concentrado sobre arte visual, y las pinturas de las décadas de 1930 y 1940 constituyen algunas de sus obras más conocidas. La rendición de Barcelona (1936-1937) hace una declaración significativa sobre la guerra civil española. Se incluyó en una exposición en las Galerías Leicester en 1937 en que Lewis esperaba restablecer su reputación como pintor. Luego de la publicación en The Times de una carta de apoyo a la exposición, solicitando que se compre algo de la colección para la colección nacional (firmada por, entre otros, Stephen Spender, WH Auden, Geoffrey Grigson, Rebecca West, Naomi Mitchison, Henry Moore y Eric Gill) la Galería Tate compró la pintura, Escena Roja. Como otros de la exposición, muestra una influencia del surrealismo y la pintura metafísica de de Chirico. Lewis era muy crítico con la ideología del surrealismo, pero admiraba las cualidades visuales del arte surrealista.
Lewis también produjo muchos de los retratos por los que es bien conocido, incluyendo retratos de Edith Sitwell (1923–36), T. S. Eliot (1938 y nuevamente en 1949) y Ezra Pound (1939). El rechazo del retrato de Eliot de 1938 por parte del comité de selección de la Royal Academy para su exposición anual causó un gran revuelo, con titulares de primera página provocados por la renuncia de Augustus John en protesta. Sin embargo, nada menos que una autoridad como Walter Sickert afirmó que: 'Wyndham Lewis es el mejor retratista de este o cualquier otro momento', aunque le correspondió a Lewis hacer pública esta declaración.

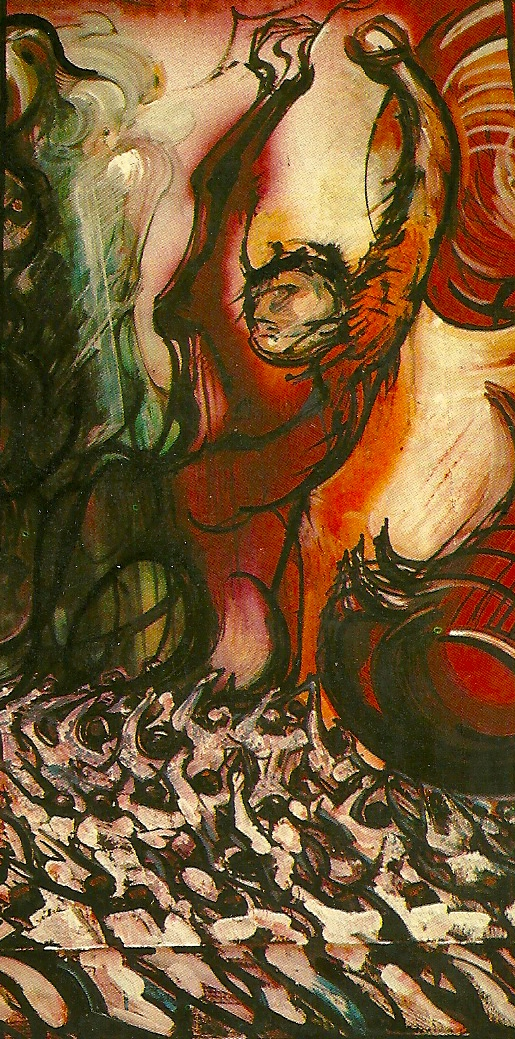
La Marcha de la Humanidad de David Alfaro Siqueiros

### Matrimonio
En 1930, Wyndham Lewis se casó con Gladys Anne Hoskins (1900–79), conocida cariñosamente como 'Froanna'. La pareja nunca tuvo hijos; La experiencia pasada de Lewis, combinada con la irregularidad de sus ingresos y la dedicación a su trabajo, probablemente proporcionaron una base práctica para la falta de hijos de la pareja. Lewis había mostrado poco afecto por sus dos hijos nacidos de Iris Barry, con quienes vivió desde 1918 hasta 1921.
En la década de 1930, Lewis mantuvo a Froanna en un segundo plano, y muchos de sus amigos simplemente desconocían su existencia. Parece que Lewis era extraordinariamente celoso y protector de su esposa, debido a su juventud y belleza (ella era dieciocho años menor que él). Vivieron juntos durante diez años antes de casarse. Froanna fue paciente y se preocupaba por su esposo, por sus problemas financieros y sus enfermedades frecuentes. Ella fue la modelo de algunos de los retratos más tiernos e íntimos de Lewis, así como de una serie de personajes de su ficción. En contraste con sus retratos anteriores, más bien impersonales, que están puramente relacionados con la apariencia externa, los retratos de Froanna muestran preocupación por su vida interior.

## La década de 1940

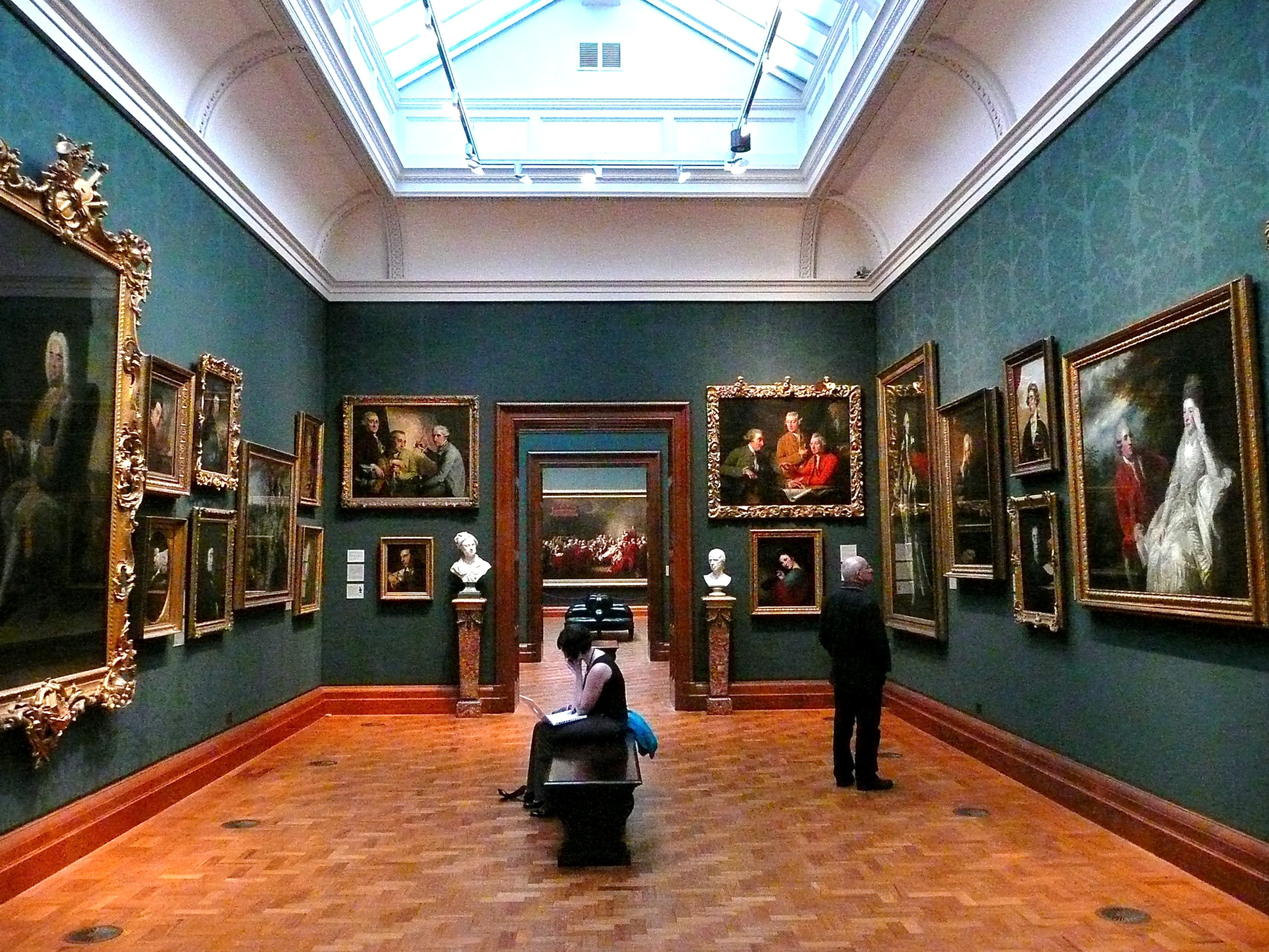
National Portrait Gallery, London

Lewis pasó la Segunda Guerra Mundial en los Estados Unidos y Canadá. Artísticamente, el período es principalmente importante por la serie de fantasías de acuarela en torno a los temas de creación, crucifixión y baño que produjo en Toronto en 1941–42. En Anglosaxony: A League that Works (1941), Lewis reflexionó sobre su apoyo anterior al fascismo:
   "El fascismo, una vez que lo entendí, me dejó más frío que el comunismo. Este último al menos pretendió, al principio, tener algo que ver con ayudar a los desamparados y hacer del mundo un lugar más decente y sensato. Se parte del ser humano y su sufrimiento. Mientras que el fascismo glorifica el derramamiento de sangre y predica que el hombre debe modelarse sobre el lobo."
Su sensación de que Estados Unidos y Canadá carecían de una estructura de clase de tipo británico había aumentado su opinión sobre la democracia liberal, y en el mismo folleto, Lewis defiende el respeto de la democracia liberal por la libertad individual contra sus críticos tanto de izquierda como de derecha. En América and Cosmic Man (1949), Lewis argumentó que Franklin Delano Roosevelt había logrado reconciliar los derechos individuales con las demandas del estado. De igual manera, aprendió a apreciar la naturaleza cosmopolita y "desarraigada" del crisol estadounidense, al declarar que la mayor ventaja de ser estadounidense era haber "dado la espalda a la raza, la casta y todo lo relacionado con el estado arraigado". Elogió las contribuciones de los afroamericanos a la cultura estadounidense, y consideró a Diego Rivera, David Alfaro Siqueiros y José Clemente Orozco como los "mejores artistas norteamericanos", prediciendo que cuando "la cultura india de México se funda en la gran masa estadounidense del norte, el indio probablemente le dará su arte". Regresó a Inglaterra en 1945.

## La década de 1950

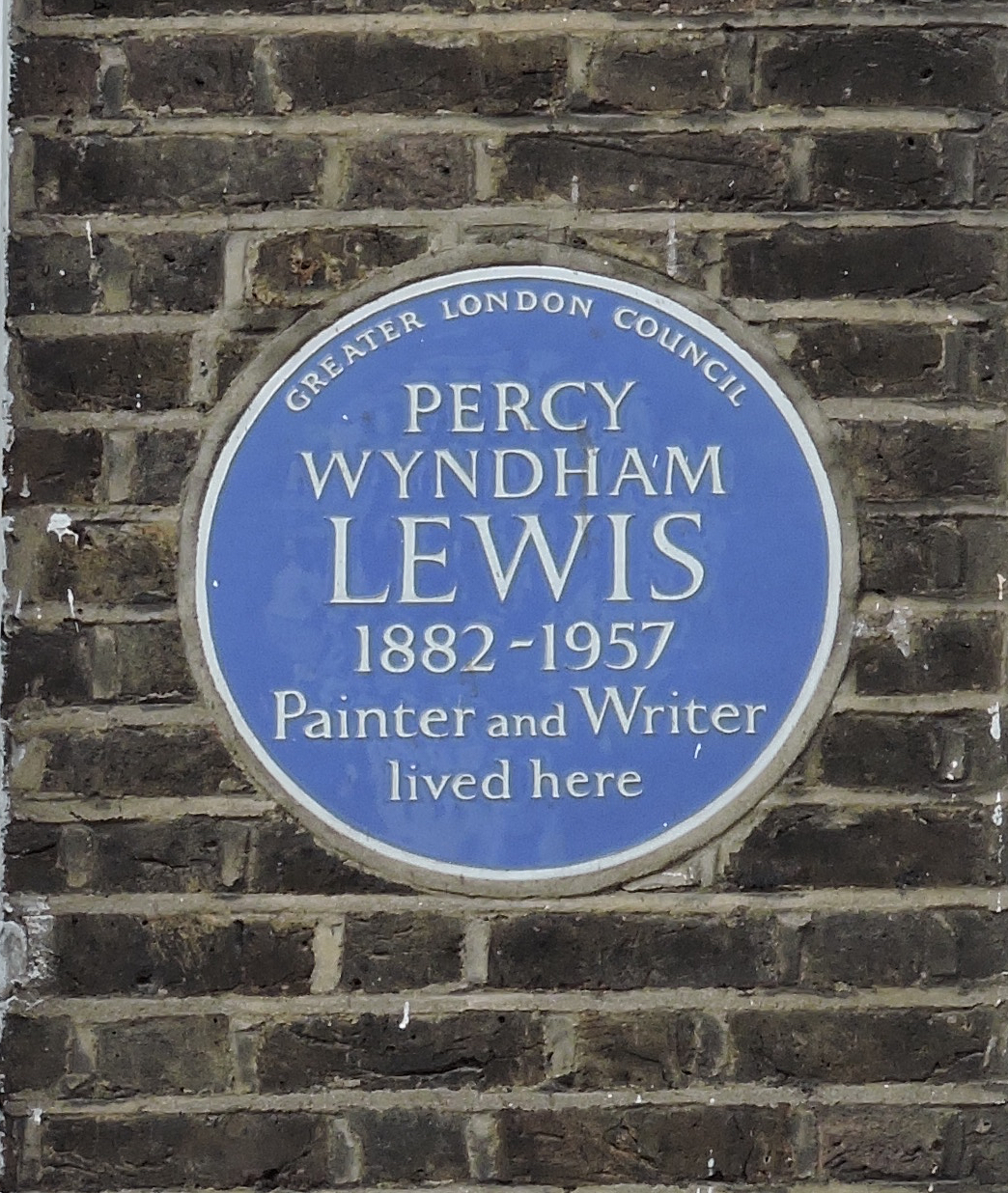
Placa azul: Wyndham Lewis, 61 Palace Gardens Terrace, Londres W8

En 1951, estaba completamente ciego. En 1950 publicó la autobiográfica Rude Assignment, en 1951 una colección de relatos alegóricos sobre su vida (y la vida de sus amigos) en "la capital de un imperio agonizante", titulada "Rotting Hill", y en 1952, un libro de ensayos sobre escritores que incluye a George Orwell, Jean-Paul Sartre y André Malraux, titulado "El escritor y lo absoluto". Esto fue seguido por la novela semiautobiográfica Self Condemned (1954), una importante declaración tardía.
Un tumor hipofisario que lo había dejado ciego desde 1951 (su crecimiento ejercía presión sobre el nervio óptico) terminó su carrera artística, pero continuó escribiendo hasta su muerte en 1957.
En el momento de su muerte, Lewis había escrito 40 libros en total. Otras obras incluyen Mrs. Duke's Million (escrita alrededor de 1908–9 pero no publicada hasta 1977); Snooty Baronet (una sátira sobre el conductismo, 1932); Doom of Youth (un relato sociológico de la cultura juvenil, 1932); El sacerdote rojo (su última novela, 1956); y El demonio del progreso en las artes (sobre el extremismo en las artes visuales, 1954). Aunque siempre estuvo interesado por el catolicismo, nunca se convirtió.

## La era humana y la exposición retrospectiva.

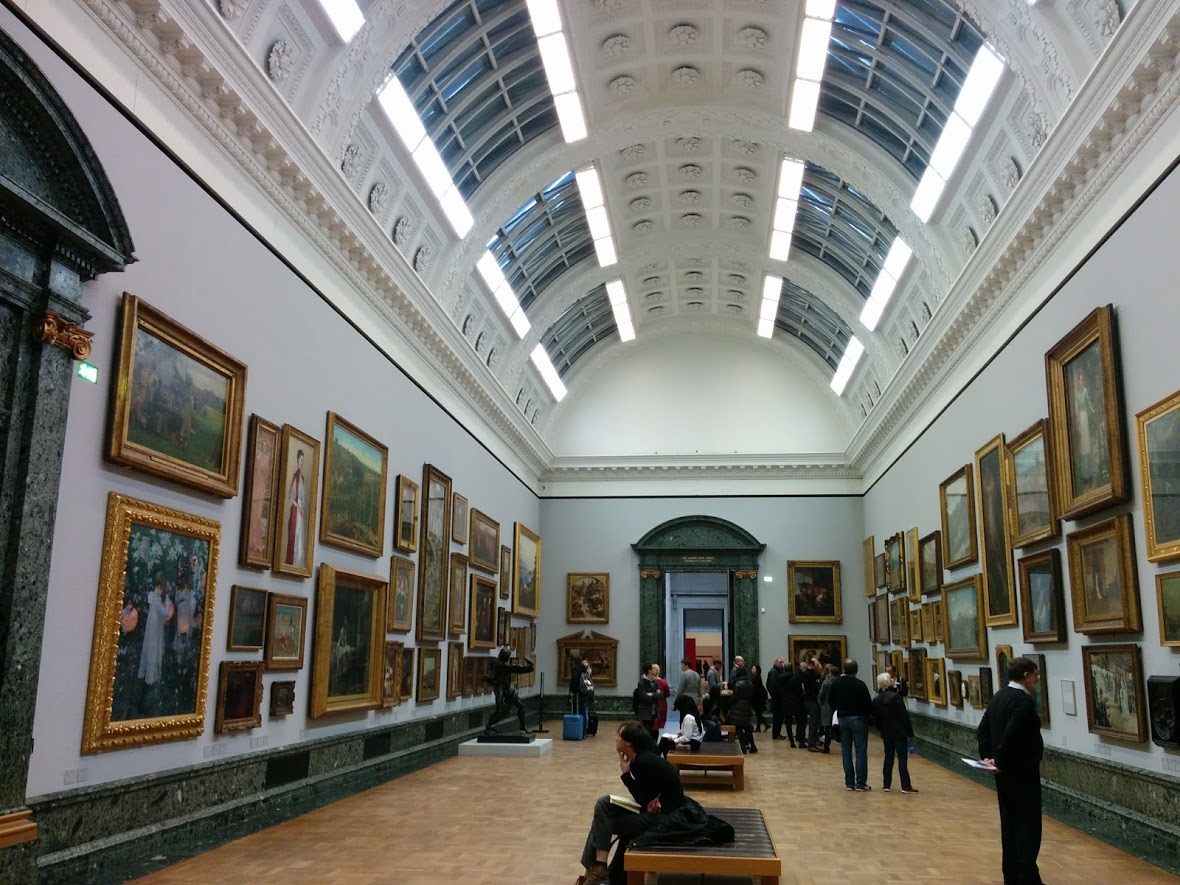
Tate Britain

La BBC le encargó que completara The Childermass de 1928, que se emitió en 1955, en una dramatización de D. G. Bridson, sobre el Tercer Programa y que se publicó como The Human Age. El volumen de 1928 se estableció en el más allá, "fuera del cielo" y se dramatizó de forma fantástica la crítica cultural que Lewis había desarrollado en sus obras polémicas de la época. Las continuaciones llevan al protagonista, James Pullman (un escritor), a un moderno purgatorio y luego al infierno, donde el castigo dantesco se inflige a los pecadores mediante técnicas industriales modernas. Pullman se convierte en el consejero principal de Satanás (aquí conocido como Sammael) en su plan para socavar lo divino e instituir una "Era Humana". Se ha dicho que el trabajo continúa con la autoevaluación iniciada por Lewis en Self Condemned, pero Pullman no es meramente autobiográfico; el personaje es un intelectual compuesto, destinado a tener un significado representativo más amplio.
En 1956, la Galería Tate celebró una importante exposición de su obra, "Wyndham Lewis and Vorticism", en el catálogo de la cual declaró que "el vorticismo, de hecho, era lo que yo personalmente hice y dije en un período determinado": declaración que produjo una serie de "Folletos de vórtice" de su compañero de "BLAST" William Roberts.

## Valoración actual
En los últimos años, ha habido una renovación del interés crítico y biográfico en Lewis y su obra, y ahora se le considera como un importante artista y escritor británico del siglo XX. Una exposición de sus libros, revistas, pinturas y dibujos se llevó a cabo en la Escuela de Rugby en noviembre de 2007 para conmemorar el 50 aniversario de su muerte. La National Portrait Gallery de Londres realizó una importante retrospectiva de sus retratos en 2008. 
En 2010, Oxford World Classics publicó una edición crítica del texto de "Tarr" de 1928, editado por Scott W. Klein de la Universidad de Wake Forest. El Museo de Arte Nasher de la Universidad de Duke celebró una exposición titulada "Los vorticistas: artistas rebeldes en Londres y Nueva York, 1914–18" desde el 30 de septiembre de 2010 hasta el 2 de enero de 2011. La exposición luego viajó a la Colección Peggy Guggenheim de Venecia (29 de enero - 15 de mayo de 2011: "I Vorticisti: Artisti ribellia a Londra e New York, 1914–1918" y luego a Tate Britain con el título "Los Vorticistas: Manifesto para un mundo moderno" entre el 14 de junio y el 4 de septiembre de 2011.
Varias lecturas de Lewis se recopilan en The Enemy Speaks, un CD audiolibro publicado en 2007 con extractos de "One Way Song" y "The Apes of God", así como charlas de radio tituladas "When John Bull Laughs" (1938), "Una crisis de pensamiento" (1947) y "Los propósitos esenciales del arte" (1951).
Una placa azul se encuentra en la casa de Kensington, Londres, donde vivía Lewis, n.º 61 Palace Gardens Terrace.

## Obras

### Traducciones
- Dobles fondos (The Revenge for Love), de Miguel Temprano. Madrid: Alfaguara, 2005.
- Estallidos y bombardeos (Blasting and Bombardiering), de Yolanda Morató. Madrid: Impedimenta, 2008

### Estudios
- Ayers, David. (1992) Wyndham Lewis and Western Man. Basingstoke and London: Macmillan.
- Chaney, Edward (1990) "Wyndham Lewis: The Modernist as Pioneering Anti-Modernist", Modern Painters (Autumn, 1990), III, no. 3, pp. 106-09.
- Cunchillos, Carmelo (ed.) (2008). Wyndham Lewis The Radical. Peter Lang.
- Edwards, Paul. (2000) Wyndham Lewis, Painter and Writer. New Haven and London: Yale U P.
- Edwards, Paul y Humphreys, Richard (2010) "Wyndham Lewis (1882-1957)". Madrid: Fundación Juan March
- Gasiorek, Andrzej (2004) Wyndham Lewis and Modernism. Tavistock: Northcote House.
- Jameson, Fredric. (1979) Fables of Aggression: Wyndham Lewis, the Modernist as Fascist. Berkeley, Los Angeles and London: University of California Press.
- Kenner, Hugh (1954) Wyndham Lewis. New York: New Directions.
- Klein, Scott W. (1994) The Fictions of James Joyce and Wyndham Lewis: Monsters of Nature and Design. Cambridge: Cambridge University Press.
- Michel, Walter (1971) Wyndham Lewis: paintings and drawings Berkeley: University of California Press
- Meyers, Jeffrey (1980) The Enemy: A Biography of Wyndham Lewis. London and Henley: Routledge & Keegan Paul.
- Morató, Yolanda (2004) El Vorticismo. Una victoria pírrica, ZUT n.º 1.
- Morató, Yolanda (2015) Wyndham Lewis y su recepción en España: etapas editoriales y traducciones, Quaderns de Filologia: Estudis Literaris XX: 183-197.
- Morató, Yolanda (2017) Recreating Blast No. 1 (1914) in Spanish: composition, editing, translation, and annotation, BLAST AT 100, Brill.
- O'Keeffe, Paul (2000) Some Sort of Genius: A Biography of Wyndham Lewis. London: Cape.
- Schenker, Daniel. (1992) Wyndham Lewis: Religion and Modernism. Tuscaloosa: U of Alabama Press.
- Villar Flor, Carlos; Domínguez Carballo, Noelia (2007). «Lewisian footprints in Evelyn Waugh's early satires».  En Cunchillos Jaime, Carmelo, ed. Wyndham Lewis the Radical. Essays on Literature and Modernity (en inglés). Berlín: Peter Lang. pp. 187-218. ISBN 978-3-03911-200-5.